# 31ª Squadriglia
La 31ª Squadriglia del Servizio Aeronautico del Regio Esercito nell'aprile 1915 era di stanza sul Campo di aviazione di Verona-Tombetta con aerei Farman.

## Storia

### Prima guerra mondiale
Il 15 aprile 1916 nel cambio generale dei nomi delle squadriglie la 1ª Squadriglia da ricognizione e combattimento diventa 31ª Squadriglia sul Campo di aviazione di Verona-Tombetta inquadrata nel III Gruppo (poi 3º Gruppo caccia terrestre) comandata dal Capitano Ferdinando Bonazzi dotata di 6 Farman 14, altri 4 piloti tra cui il Sottotenente Giuseppe Ghislanzoni e 9 osservatori.
Il 20 aprile il Tenente osservatore Mario Poli e il Caporale pilota Michele Riello, rientrando con il velivolo colpito in più punti, riferirono di un intenso traffico di carri ed autocarri sulla strada per Folgaria e su quella del Monte Finonchio.
Il 1º maggio Bonazzi e il Tenente osservatore Mario Poli mitragliano truppe in Piazza Venezia a Trento, il 3 maggio l'aereo dei Tenenti Enrico Cottino e dell'osservatore Carlo Emanuele Parini affronta due duelli durante una ricognizione e il 29 giugno prende parte ad un bombardamento sull'Osteria all'Antico Termine in Val d'Assa.
Il 25 agosto bombardano la stazione di San Cristoforo al Lago e il 19 ottobre il comando passa al Cap. Nicola Straziota.
Nel 1916 l'unità ha svolto 354 voli di guerra sostenendo 23 combattimenti.
All'inizio del 1917 il reparto dispone di 12 piloti, 8 osservatori tra cui il Tenente Giovanni Cartia (politico 1894), 6 Farman e 4 Farman con motore Colombo, e in marzo inizia a passare sui Savoia-Pomilio SP.2.
Il 21 marzo il comando interinale passa al Ten. osservatore Giuseppe Micheli fino al ritorno del 10 aprile di Bonazzi e il 23 maggio un Savoia-Pomilio SP.3 viene abbattuto da un aereo e atterra in emergenza vicino a Schio.
Il 19 giugno 6 Farman bombardano baraccamenti a Campo Gallina nella vallata di Cima Portule e in estate il reparto dispone di 9 piloti, 8 osservatori e 2 mitraglieri.
Il 31 luglio si sposta al Campo di aviazione di Castelgomberto e il 16 ottobre entra nel IX Gruppo (poi 9º Gruppo Caccia).
Il comando passa al Cap. osservatore Franco Scarioni e nell'ambito della Prima battaglia del Piave il 18 novembre un S.P.3 viene abbattuto dagli Albatros D.III degli assi Julius Arigi (22ª vittoria), Josef Kiss (12ª) e Josef von Maier sul Monte Cengio.
Il 7 dicembre un suo aereo partecipa all'attacco sulle truppe a Gallio (Italia) e il 10 dicembre si sposta al Campo di aviazione di Sovizzo.
La settimana successiva entra nel XVI Gruppo per il V Corpo d'Armata.
A fine anno il comandante interinale Tenente Lorenzo Marchese Cassolo dispone di altri 5 piloti e 6 osservatori.
Nel 1917 l'unità ha svolto 193 voli di guerra sostenendo 9 combattimenti aerei e perdendo un equipaggio.
Al 1º marzo 1918 dispone di 4 S.P.3 ma l'unico efficiente ha un incidente il 12 marzo e a Castelgomberto vi è un solo ricognitore SIA 7 doppio comando per riqualificare i piloti della 31ª e 121ª.
Conseguentemente il 10 aprile torna a Castelgomberto e il comando passa al Ten. Giuseppe Pallavicini.
In primavera il reparto dispone di 8 piloti, 5 osservatori e 7 allievi osservatori che volano con aerei di altre squadriglie.
All'inizio di maggio arriva un SIA 7b e il 21 maggio Scarioni e Marchese Cassolo hanno un incidente di volo sul vecchio S.P.3.
Il 28 giugno il comando passa al Cap. osservatore Manlio Barichello, che dispone di 7 piloti per 7 Pomilio PE.
In settembre il reparto dispone di 9 Pomilio e il 29 settembre il comando passa al Ten. osservatore Giuseppe Veronesi.
Alla fine della guerra aveva 7 Pomilio, 9 piloti, 3 osservatori e 8 allievi osservatori per la 1ª Armata.
Durante la guerra ha svolto 832 voli di guerra, sostenendo 34 combattimenti aerei e subendo la perdita di 10 aviatori.
Dopo la guerra dispone di 10 Pomilio e nel marzo 1919 arrivano gli Ansaldo S.V.A. ricevendo la 1ª Sezione SVA; al 20 aprile 1919 dispone di 6 SVA.
Alla fine del 1919, sull'Aeroporto di Bolzano, la 1ª Sezione SVA è comandata dal Cap. Ferruccio Capuzzo.
La 1ª Sezione SVA viene sciolta nel novembre 1920.

### Seconda guerra mondiale
Al 10 giugno 1940 era nel V Gruppo del 19º Stormo Osservazione Aerea all'Aeroporto di Venaria Reale con 10 IMAM Ro.37 per l'Aviazione Ausiliaria per l'Esercito.
Nell'ambito della Campagna italiana di Grecia si sposta in Albania a Devoli dal 15 gennaio 1941.
Dopo l'Invasione della Jugoslavia dell'aprile 1941 partecipa alle operazioni di contro guerriglia da Udine.
All'8 settembre 1943 era con 8 Fiat B.R.20 all'aeroporto di Patrasso-Araxos nel LXXII Gruppo Autonomo Osservazione Aerea.